# Montserrat Sanahuja Yll
Montserrat Sanahuja Yll (Barcelona, 12 de desembre de 1957) és una exjugadora de tennis de taula, bioquímica i nutricionista catalana.
Es formà al Club Mayda i, posteriorment, jugà al Club de 7 a 9, Club 21 i Club Tennis Barcino. Guanyà cincs Campionats de Catalunya dels quals quatre foren a la mateixa temporada (1984), individual, dobles (fent parella amb E. Domènech), dobles mixtos (fent parella amb Josep Maria Palés) i per equips amb el Club de 7 a 9. Entre 1962 i 1982 aconseguí divuit campionats provincials de Barcelona. Fou la gran dominadora del tennis de taula estatal entre 1974 i 1985, proclamant-se campiona d'Espanya en vint-i-sis ocasions, on destaca els vuits títols individuals (1974, 1978, 1979, 1981, 1982, 1983, 1984, 1985), rècord actual de la competició, set de dobles (1973, 1975, 1977, 1979, 1981, 1984, 1985), sis de dobles mixtos i cinc per equips (1974, 1979, 1982, 1985, amb el Club de 7 a 9, 1978, amb Club 21). També aconseguí sis Lligues espanyoles amb Club de 7 a 9 (1974, 1975, 1977, 1979, 1983, 1984). Internacional amb la selecció espanyola en més de 135 ocasions, participà en cinc Campionats del Món (1973, 1977, 1979, 1981, 1983) i sis d’Europa (1974, 1976, 1978, 1980, 1982, 1984). També aconseguí dos medalles d'or als Jocs Mediterranis en la categoria individual (1976, 1981) i una medalla d'or per equips (1976), juntament amb Pilar Lupón, Lola Uribe. També guanyà la medalla d'or de dobles mixtos, fent parella amb Josep Maria Palés, als Jocs Iberoamericans. Entre d'altres reconeixements, rebé la insígnia i la medalla d’or de la Reial Federació Espanyola de Tenis de Taula (1987)
En l'àmbit professional, és llicenciada en Bioquímica i Màster en Nutrició Clínica per la Universitat de Barcelona. Treballà com a directora de màrqueting estratègic, d’innovació i d’estratègia de Novartis Nutrition i Nestlé Health Science, i exerceix com a consultora nutricional en l’àmbit individual i empresarial.